# ديف هولينز (لاعب كرة قدم)
ديف هولينز (بالإنجليزية: Dave Hollins)‏ هو لاعب كرة قدم ومدرب كرة قدم بريطاني، ولد في 4 فبراير 1938 في بانغور في المملكة المتحدة. شارك مع منتخب ويلز لكرة القدم. أما مع النوادي، فقد لعب مع برايتون أند هوف ألبيون ونادي ألدرشوت ونادي مانسفيلد تاون ونوتينغهام فورست ونيوكاسل يونايتد.